# Jack in the Green

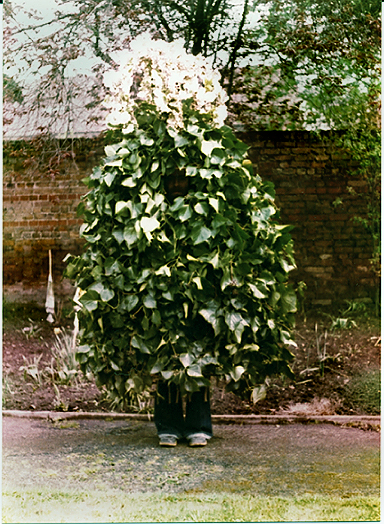
Un Jack in the Green a Kingston, nel Surrey, a metà degli anni '70.

Jack in the Green, noto anche come Jack o' the Green, è un'usanza popolare inglese associata alla celebrazione del Primo Maggio. Si tratta di una struttura piramidale o conica in vimini o in legno decorata con foglie e indossata da una persona come parte di una processione, spesso accompagnata da musicisti.
La tradizione Jack in the Green si sviluppò in Inghilterra nel corso del XVIII secolo. Emerge da un'antica tradizione del Primo Maggio, registrata per la prima volta nel XVII secolo, in cui le lattaie portavano secchi del latte decorati con fiori e altri oggetti come parte di una processione. I secchi del latte decorati furono man mano sostituiti da piramidi decorate da oggetti indossate sulla testa, e nella seconda metà del XVIII secolo la tradizione fu adottata da altri tipi di lavoratori, come le donne mungitrici e gli spazzacamini. Il primo resoconto conosciuto di un Jack in the Green proviene dalla descrizione di una processione del Primo Maggio di Londra nel 1770. Nel XIX secolo, la tradizione di Jack in the Green era in gran parte associata agli spazzacamini.
La tradizione si estinse all'inizio del XX secolo. Più tardi nello stesso secolo emersero vari gruppi revivalisti, che continuarono la pratica delle processioni di Jack in the Green May Day in varie parti dell'Inghilterra. Il Jack in the Green è stato anche incorporato in varie parate e attività pagane moderne.
La tradizione di Jack in the Green ha attirato l'interesse di folcloristi e storici sin dall'inizio del XX secolo. Lady Raglan – seguendo un quadro interpretativo influenzato da James Frazer e Margaret Murray – suggerì che si trattasse di una reinterpretazione di un rituale di fertilità precristiano. Sebbene questa sia diventata l'interpretazione standard a metà del XX secolo, fu rifiutata da alcuni folcloristi e storici in seguito alla pubblicazione nel 1979 dello studio di Roy Judge sull'usanza, che ne delineava lo sviluppo storico nel XVIII secolo.

## Descrizione
Il Jack in the Green è costituito da una struttura in legno o vimini ricoperta di foglie intrecciate, inclusi rami verdi, foglie e fiori. Viene indossato sulla metà superiore del corpo umano e portato avanti nelle processioni del Primo Maggio. Spesso c'è una fessura nella cornice dalla quale l'individuo al suo interno può vedere, e i piedi dell'individuo possono spesso essere visti che sporgono sotto la struttura.

## Sviluppo

### Origini nel XVIII secolo
Jack in the Green è emerso nel contesto delle processioni inglesi del Primo Maggio, con il folclorista Roy Judge che ha notato che queste celebrazioni non erano "uno schema fisso e immutabile, ma piuttosto un processo fluido e commovente, che combinava elementi diversi in momenti diversi". Judge ritenne improbabile che lo stesso Jack in the Green esistesse molto prima del 1770, a causa dell'assenza del nome o della struttura stessa in nessuno dei resoconti scritti delle rappresentazioni visive delle processioni inglesi del Primo Maggio precedenti a quell'anno.
Il Jack in the Green si è sviluppato da una tradizione registrata per la prima volta nel XVII secolo, che prevedeva che le mungitrici decorassero il proprio abbigliamento e gli oggetti che portavano in mano in occasione del Primo Maggio. Nel suo diario, Samuel Pepys registrò di aver osservato una parata del Primo Maggio di Londra nel 1667 in cui le mungitrici avevano "ghirlande sui loro secchi" e ballavano dietro un violinista. Un resoconto del 1698 descriveva le mungitrici che portavano non un secchio del latte decorato, ma un piatto d'argento su cui avevano creato una forma piramidale di oggetti, decorati con nastri e fiori, e portati sopra la testa. Le mungitrici erano accompagnate da musicisti che suonavano il violino e la cornamusa, e andavano di porta in porta, ballando per i residenti, i quali le pagavano in vari modi. Nel 1719, un resoconto di The Tatler descriveva una mungitrice "che ballava davanti alla mia porta con il piatto di metà dei suoi clienti sulla testa", mentre un resoconto del 1712 di The Spectator si riferiva a "la rubiconda mungitrice che si esercitava in uno stile molto vivace sotto una Piramide di Boccali d'Argento". Queste e altre fonti indicano che questa tradizione era ben consolidata nel XVIII secolo.
Molti resoconti della seconda metà del XVIII secolo descrivono gli spazzacamini che si vestivano in costume per il Primo Maggio, i quali usavano parrucche, corone e cappotti. Alcuni si travestirono con abiti femminili e molti si annerirono o sbiancarono il viso. Questi spazzacamini creavano musica sbattendo spazzole e pale. Molte delle descrizioni degli spazzacamini del Primo Maggio non fanno riferimento al fatto che portassero ghirlande, indicando che a quel punto questa non era considerata una parte standard del loro costume stagionale. C'erano tuttavia esempi in cui gli spazzacamini portavano ghirlande; uno dei primi esempi di ciò è in un'illustrazione del 1769, in cui uno spazzacamino porta una piccola ghirlanda sulla testa. Questa illustrazione mostrava anche ghirlande indossate da mungitrici, il che implica che l'usanza veniva adottata da vari tipologie di lavoratori durante il Primo Maggio. Nel corso dei secoli XVIII e XIX, ci sono ulteriori resoconti di mungitrici con ghirlande, sebbene queste fossero spesso fatte di peltro, in contrasto con l'argento delle domestiche, riflettendo il loro status socio-economico comparativo. 

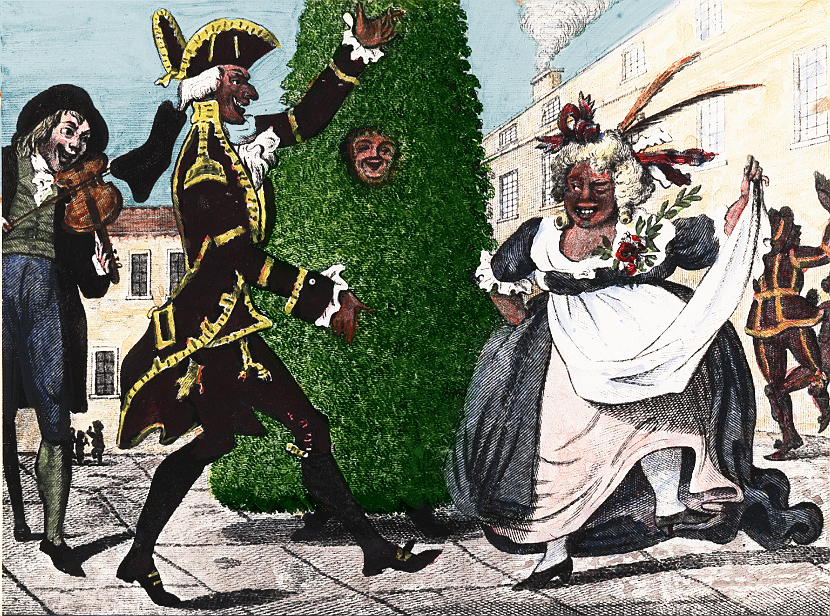
L'incisione del 1795 di Jack in the Green, forse di Isaac Cruikshank.

Il primo resoconto testuale conosciuto della tradizione di Jack in the Green fu scritto nel 1770 da un francese che aveva visitato Londra e aveva osservato una processione del Primo Maggio, Peter Grosley. Il primo riferimento conosciuto al termine "Jack in the Green" risale al 1785, dove veniva menzionato in un articolo sul quotidiano The Times che forniva un resoconto di una mascherata che si tenne al Pantheon di Londra. L'evento in gran parte coinvolse la classe sociale superiore e vi avrebbe partecipato il Principe di Galles. Il primo probabile riferimento pittorico di Jack in the Green proviene da un'immagine intitolata "Primo Maggio" che fu prodotta tra il 1775 e il 1785. Questa immagine mostrava una processione in cui tre ghirlande di oggetti metallici sono in primo piano, ma sullo sfondo c'è una raffigurazione che ricorda un Jack in the Green foliato. Una rappresentazione più chiara di un Jack in the Green era presente in un'incisione del 1795, forse di Isaac Cruikshank, che includeva la figura foliata accanto a un violinista con una gamba di legno, un uomo e una "regina di maggio" travestita; sullo sfondo ballano gli spazzacamini.
Questa prova riflette che mentre il Jack in the Green veniva presentato agli eventi del Primo Maggio, dove erano regolarmente presenti anche gli spazzacamini, il Jack in the Green stesso non era ancora strettamente associato ad essi, come sarebbe diventato nel secolo successivo. Judge suggerì che sarebbe stato "decisamente appropriato" se il Jack in the Green foliato fosse stato sviluppato da fruttivendoli o membri di un altro settore che lavoravano a stretto contatto con la fauna. Tuttavia ha osservato che non c'erano prove di ciò.

### Sviluppi del XIX e dell'inizio del XX secolo

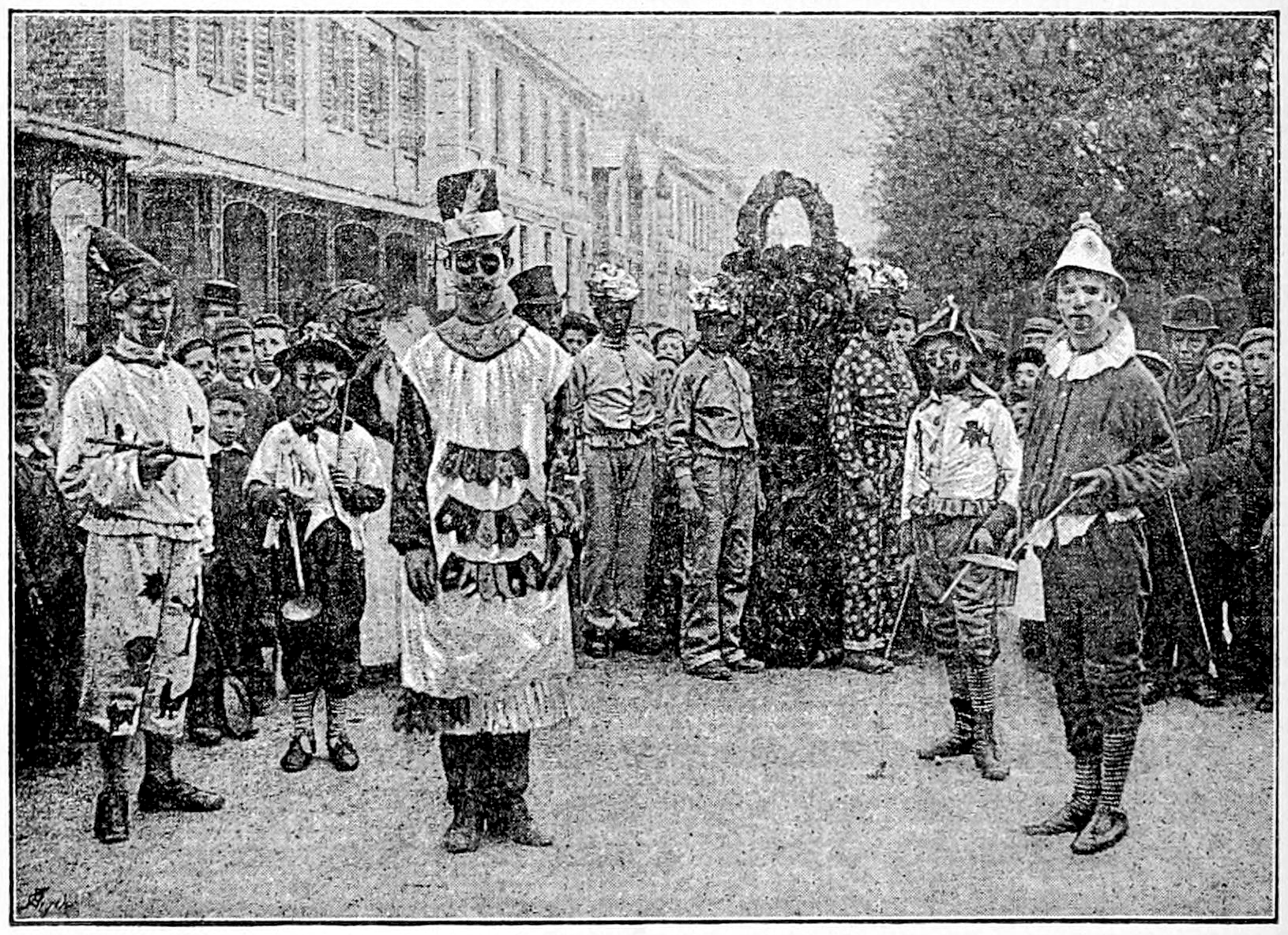
Primo Maggio a Cheltenham, 1892, da Folk-Lore Vol 4 (1893).

La tradizione di Jack in the Green è ben documentata nel XIX e all'inizio del XX secolo. Tra il 1806 e il 1883, il Jack in the Green ottenne un ruolo centrale nelle processioni inglesi del Primo Maggio. La tradizione di Jack in the Green venne associata soprattutto agli spazzacamini. A metà del XIX secolo, molte famiglie di spazzacamini londinesi emigrarono in altre città del sud-est e portarono con sé la tradizione; Le pratiche Jack in the Green sono ad esempio registrate nelle città del Kent di Lewisham, Deptford, Greenwich, Bromley e Orpington.
All'inizio del XX secolo l'usanza aveva cominciato a scemare a causa della disapprovazione del comportamento osceno e anarchico che tale usanza prevedeva. Il Signore e la Signora di Maggio, con i loro scherzi pratici, furono sostituiti da una graziosa Regina di Maggio, mentre il Jack in the Green (rappresentato spesso come un personaggio rumoroso e ubriaco nelle manifestazioni) scomparve del tutto dalle sfilate. L'usanza Jack in the Green praticata a Whitstable nel Kent, ad esempio, si estinse intorno al 1912.

## Studio folcloristico

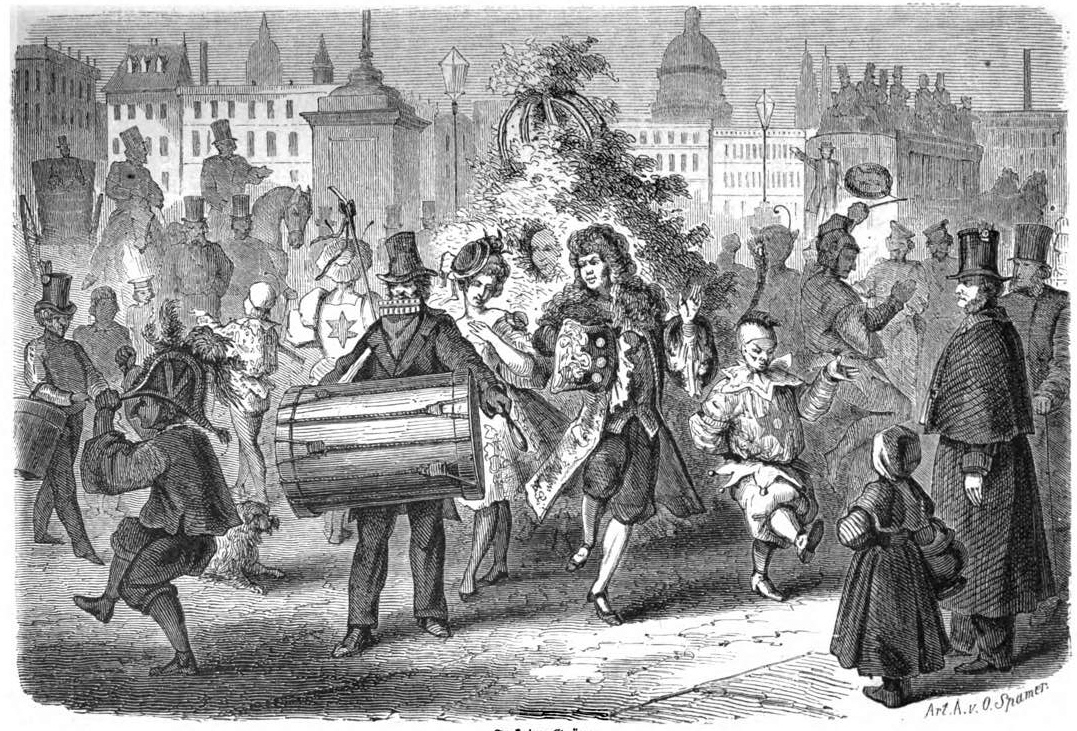
Una rappresentazione del 1863 di una parata del Primo Maggio con un Jack in the Green.

In un articolo del 1939, Lady Raglan propose che la tradizione di Jack in the Green fosse collegata alle incisioni delle chiese medievali che lei descrisse come "Uomo verde". Ha inoltre interpretato sia il Jack in the Green che gli Uomini Verdi come spiriti precristiani della natura e della fertilità. La sua interpretazione era un'estensione delle idee sulle divinità della fertilità che erano state promosse dall'antropologo James Frazer nel suo influente libro, The Golden Bough. Il collegamento di Raglan tra il Jack in the Green, l'Uomo Verde e i sistemi di credenze pre-cristiane prese "ispirazione diretta" - nelle parole dello storico Ronald Hutton - dal suggerimento del 1934 della folclorista Margaret Murray secondo cui le incisioni Sheela-na-Gig trovate nelle chiese medievali rappresentavano dee della fertilità precristiane.
Secondo Hutton, la presentazione di Raglan del Jack in the Green come una tradizione pre-cristiana "rifletteva così perfettamente ciò che i folcloristi della metà del XX secolo desideravano credere tanto da diventare un'ortodossia". Nella sua panoramica del 1976 sulle usanze popolari britanniche, ad esempio, la folclorista Christina Hole suggerì che Jack in the Green fosse una "figura molto antica" che rappresentava "l'estate stessa, l'antichissimo portatore del tempo dell'abbondanza".
Questa interpretazione sarebbe stata respinta dai folcloristi dopo la pubblicazione nel 1979 di uno studio storico sulla tradizione Jack in the Green scritto dal folclorista Roy Judge e pubblicato dalla Folklore Society. Questa monografia era basata sulla ricerca di dottorato di Judge, condotta presso il Folklife Studies Institute dell'Università di Leeds. Hutton descrisse il libro di Judge come "un punto di svolta negli studi sul folklore che mostrò quanto si potrebbe imparare da un'indagine sistematica delle prove storiche". Fu, a suo avviso, "uno dei primi trionfi" di un movimento all'interno del folklorismo britannico che cercò di "reintrodurre un rigore accademico nel loro campo". Scrivendo il necrologio di Judge per The Guardian, Derek Schofield affermò che il libro di Judge "stabilì nuovi standard di ricerca meticolosa in una disciplina che ha spesso attratto culture scadenti e fantasiose".

## Revival

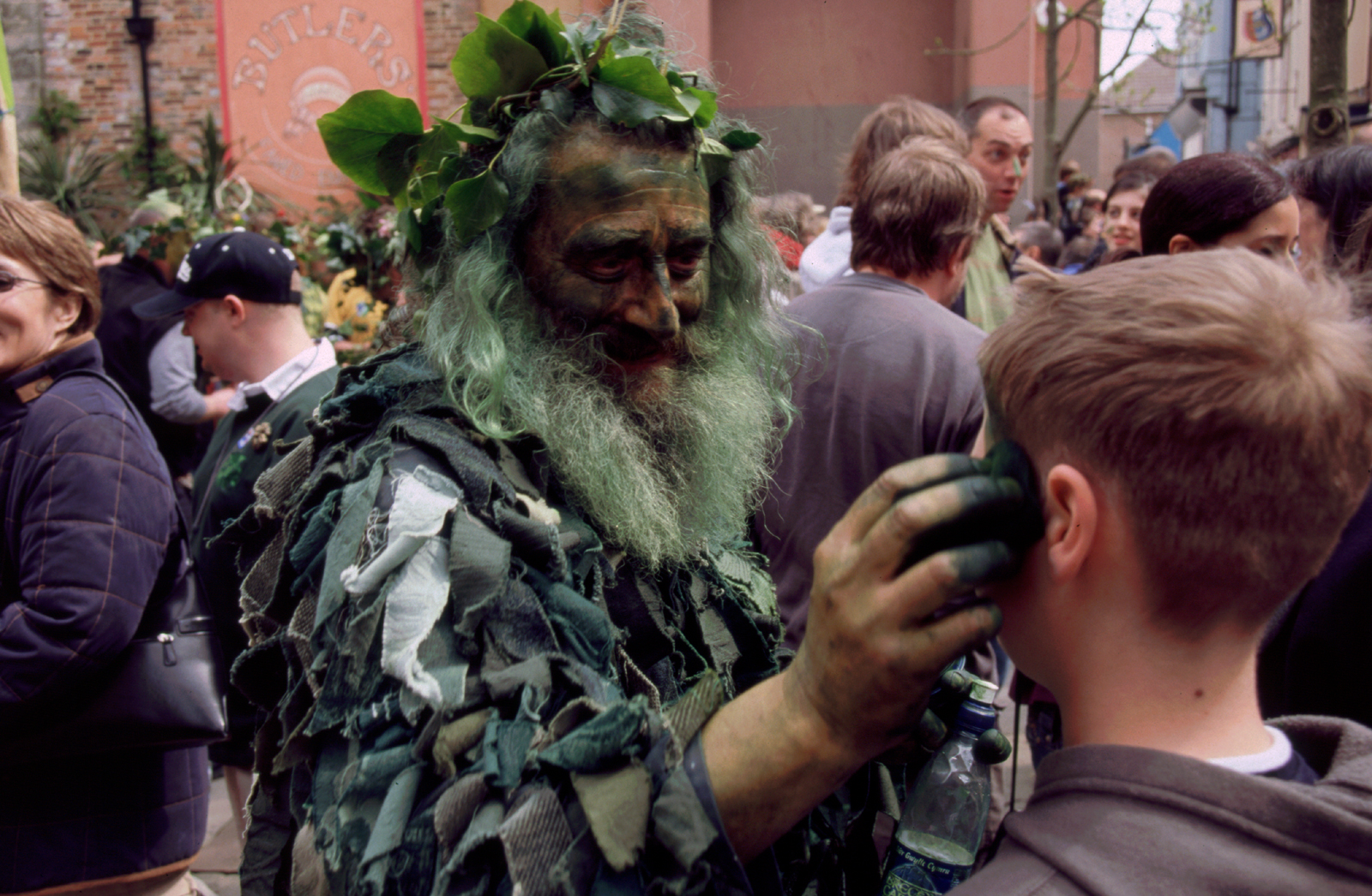
Uno spauracchio a Jack in the Green, Hastings, 2005.

Negli anni '70, Gordon Newton e la sua troupe Motley Morris fecero rivivere l'usanza a Rochester, nel Kent. Questo revival è cresciuto in popolarità ed è stato ampliato nel più esteso May Day Rochester Sweeps Festival. Un altro revival ebbe luogo a Whitstable.
Un ulteriore revival si è verificato a Hastings nel 1983 ed è diventato un evento importante nel calendario della città vecchia di Hastings. Ilfracombe nel North Devon ha organizzato una processione e una celebrazione di Jack in the Green dal 2000. Vi partecipano scolari locali, che ballano attorno all'albero di maggio in riva al mare, Blackheath Morris (ossia ballerini e folcloristi tipici del sud-est di Londra) e gruppi di ballo provenienti dall'interno e dai dintorni del distretto.
Jack è una figura colorata, alta quasi 3 m (9,8 piedi), ricoperta di foglie verdi e fiori. A Whitstable è accompagnato da due folcloristi, che rappresentano le figure leggendarie di Robin Hood e Lady Marian. Ad Hastings è anche accompagnato da altri folcloristi, qui conosciuti come Bogies, che sono completamente camuffati con stracci verdi, vegetazione e pittura sul viso. I partecipanti suonano, ballano e cantano mentre guidano la figura di Jack lungo le strade per celebrare l'arrivo dell'estate.
La rinascita dell'usanza si è verificata in varie parti dell'Inghilterra; Jack in the Green è stato visto ad esempio a Bristol, Oxford e Knutsford. L'Evercreech Jack in the Green si svolge all'inizio di maggio presso The Old Stores Studio (uno studio d'arte, workshop e spazio per eventi senza scopo di lucro) nel villaggio di Evercreech vicino a Bruton nel Somerset. I Jack appaiono anche alle fiere di maggio in Nord America. A Deptford la Fowler's Troop (un gruppo folcloristico) e i Blackheath Morris hanno fatto sfilare per molti decenni il Jack moderno (rappresentato come più alto e pesante rispetto alle manifestazioni passate), a Greenwich, Bermondsey, nel Borough e a Deptford stessa, e alla fine di maggio un Jack è una parte essenziale della parata del Pagan Pride a Holborn.

### Jacks in the Green attuali
Un gran numero di Jack sfila ogni anno mantenendo viva la tradizione. Alcuni sono revival basati su usanze tradizionali terminate nel corso del XIX secolo, mentre altri sono nuovi, basati su scritti o immagini raffiguranti i primi Jack.